# Catch Me!
Catch Me! (Originaltitel: Tag) ist eine US-amerikanische Actionkomödie von Jeff Tomsic aus dem Jahr 2018. Der Film basiert auf einer realen Geschichte und ist in den USA am 15. Juni 2018 erschienen. In Deutschland und Österreich kam der Film am 26. Juli 2018 in die Kinos.

## Handlung
Fünf Jugendfreunde spielen seit ihrer Kindheit Fangen. Auch jetzt noch, knapp 30 Jahre nach Beginn des Spiels, veranstalten sie es jedes Jahr im Mai. Dieses Jahr heiratet Jerry, der einzige der fünf Freunde, der noch nie geschlagen wurde, im Mai. Seine Freunde versuchen natürlich, ihn zu fangen, doch Jerry hat einige Tricks auf Lager. Spielregelwidrige Einmischungen seitens Ehefrauen, Verlobten und Ex-Freundinnen sorgen für zusätzlichen Wirbel.

## Produktion
Der Film basiert auf einer wahren Begebenheit.
Bereits zu Beginn der Dreharbeiten brach sich Hauptdarsteller Jeremy Renner beide Arme. Um trotzdem weiterdrehen zu können, wurde der Gips grün gefärbt. So konnten die Arme später in der Filmbearbeitung per CGI hinzugefügt werden.

## Rezeption
Der Film erhielt gemischte Kritiken. Bei Metacritic erhielt der Film einen Metascore von 56/100 basierend auf 35 Rezensionen, bei Rotten Tomatoes waren 56 Prozent der 190 Rezensionen positiv.
Peter Debruge von Variety schreibt, die letzten zehn Minuten des Films ließen „das Publikum […] inspiriert zurück“. Jon Frosch vom Hollywood Reporter hingegen nennt den Film „oft amüsant, aber selten lustig“.
Der Film spielte weltweit 78,1 Millionen US-Dollar ein, davon 54,7 Millionen US-Dollar in den USA. In Deutschland verzeichnet der Film 156.501 Besucher.